# Zalving van Jezus

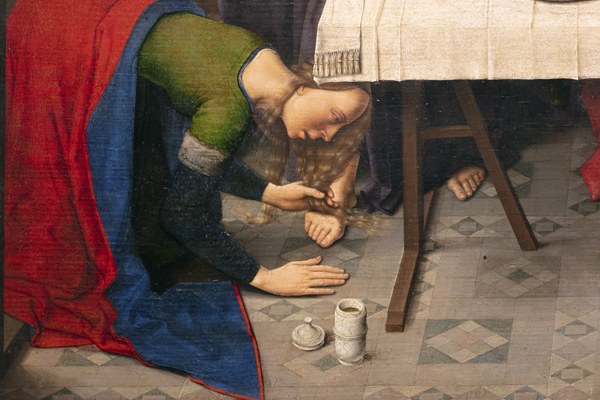
Zalving van Jezus' voeten
(schilderij van Dieric Bouts, ca. 1465)

De Zalving van Jezus is een verhaal in het Nieuwe Testament van de Bijbel waarin een vrouw Jezus zalft. Het wordt in de vier canonieke evangeliën (Matteüs, Marcus, Lucas en Johannes) op verschillende wijzen verteld; de versie van Lucas wijkt daarbij het meest af van de andere drie en ook Johannes wijkt significant af van Matteüs en Marcus.
Zoals geldt voor alle verhalen over Jezus wordt er een verschil gemaakt tussen de religieuze betekenis in het christendom en in historische zin. De eerste betekenis wordt vooral bepaald in de theologie. De tweede betekenis valt binnen de zoektocht naar de historische Jezus, door historici die gebruik maken van de historisch-kritische methode.

## Samenvatting

### Zalving volgens Matteüs en Marcus
Volgens Matteüs en Marcus was Jezus twee dagen voor Pesach aanwezig bij een feestmaal in Bethanië, een dorp in Judea. Matteüs en Marcus schrijven dat dit gebeurde in het huis van Simon, die door Jezus van huidvraat/lepra/melaatsheid was genezen (Matteüs 8:2–3; Marcus 1:40–42) en daarom ook wel bekendstaat als 'Simon de Melaatse'. Tijdens de maaltijd goot een vrouw onaangekondigd dure (nardus)olie over zijn hoofd uit. De synoptische evangeliën noemen geen naam van de vrouw, ze lijkt een willekeurige onbekende te zijn. Sommige aanwezigen (volgens Matteüs de discipelen) vonden dit een verspilling en dat deze olie beter verkocht had kunnen worden (Marcus noemt een bedrag van 300 denarie, Matteüs specificeert de waarde niet) om het geld aan de armen te geven. Jezus zei echter dat de vrouw een goede daad had verricht omdat hij binnenkort zou sterven en worden begraven (en daarom diende deze zalving als balseming), terwijl er na zijn dood ook altijd nog wel armen zouden zijn aan wie de discipelen geld zouden kunnen geven.
Volgens Marcus en Matteüs motiveerde dit incident Judas om naar de hogepriesters te gaan en te beloven Jezus aan hen uit te leveren in ruil voor geld. De epilogen in Marcus en Matteüs sluiten aan bij hun prologen, waarin de hogepriesters en volksoudsten (Matteüs) of schriftgeleerden (Marcus) een manier zochten om Jezus gevangen te nemen en doden buiten het Pesachfeest om om een volksopstand te voorkomen; Judas bood zich aan om dat te doen, kennelijk naar aanleiding van de Zalving van Jezus.

### Zalving volgens Lucas

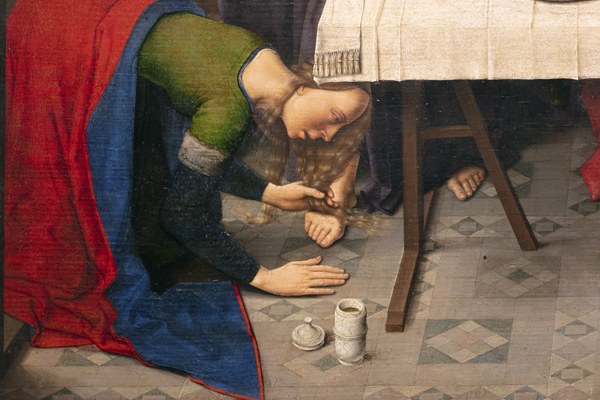
Zalving van Jezus' voeten
(schilderij van Dieric Bouts, ca. 1465)

In het Lucasevangelie vindt de Zalving van Jezus in hoofdstuk 7 in een andere context plaats en om een andere reden. Jezus was in Galilea aan het prediken in onder meer Kafarnaüm en Naïn toen hij werd uitgenodigd voor een feestmaal bij een farizeeër die Simon heette (ook wel bekend als 'Simon de Farizeeër'). Een vrouw die in zonde leefde zocht Jezus daar op en huilde aan zijn voeteneind zodat zijn voeten nat werden. Ze droogde die en zalfde Jezus' voeten met olie. Dit leidde tot een discussie tussen Simon en Jezus. Simon verweet Jezus dat, als hij een profeet was, zou moeten weten dat de vrouw die hem aanraakte zondig was; Jezus verweet Simon een slechte gastheer te zijn en beweerde aan de hand van een parabel dat de vrouw hem beter had behandeld dan Simon hem en dat zij vergeving meer verdiende. Vervolgens vergaf Jezus de zonden van de vrouw, hetgeen de aanwezigen deed afvragen of Jezus daartoe wel het gezag had.
Wel begint hoofdstuk 22 van het Lucasevangelie met een kort verhaal dat in feite de proloog en epiloog van Matteüs en Marcus samenvoegt, zij het in wat andere bewoordingen en geheel los van de Zalving van Jezus in Galilea.

### Zalving volgens Johannes
In het Johannes-evangelie is er niet twee, maar zes dagen vóór Pesach sprake van een feestmaal in Bethanië (niet Galilea zoals volgens Lucas), niet bij Simon de Melaatse of Simon de Farizeeër, maar bij Lazarus, die vier dagen dood was geweest maar door Jezus tot leven was gewekt (Johannes 11:1–44); een verhaal dat niet wordt verteld door de andere drie evangeliën.
De synoptici vertellen niets over de identiteit van de vrouw, maar volgens Johannes heette ze Maria (door geleerden Maria van Bethanië genoemd ter onderscheid van andere Maria's) en was zij een zus van Lazarus en Marta. Johannes 11:1–2 veronderstelt dat de lezer al eens van deze Marta en Maria en hun dorp heeft gehoord en ook van wat deze Maria heeft gedaan, ook al wist de lezer haar naam wellicht nog niet. De auteur van het Johannes-evangelie benadrukt dat het deze Maria was die de voeten van Jezus zalfde met nardusolie en afdroogde met haar haar (hij kondigt dit al aan in vers 11:2 en vertelt het uiteindelijk in vers 12:3). Deze vertelling komt aardig overeen met Lucas' versie (hoewel deze Maria blijkbaar niet zondig was en ook niet Jezus' voeten nat huilde), maar gaat in tegen het verhaal van Marcus en Matteüs, waarin de vrouw Jezus' hoofd zalfde (en geen gebruik maakte van haar haar). Volgens Johannes vond alleen Judas Iskariot dit een verspilling en dat deze olie beter verkocht had kunnen worden voor 300 denarie (hetzelfde bedrag als volgens Marcus) om het geld aan de armen te geven; de verteller beweert echter dat Judas dit niet uit altruïsme deed, maar uit eigenbelang, omdat hij als penningmeester uit de kas stal (noch Marcus, noch Matteüs, noch Lucas beweert dit over Judas). In verkorte versie zegt Jezus ook dat deze Maria juist iets goeds heeft gedaan, omdat hij binnenkort zal sterven, terwijl er altijd armen zullen zijn voor wie de discipelen kunnen zorgen (Johannes 12:7–8).
De proloog in Johannes is ook anders: de hogepriesters en farizeeën hadden publiekelijk opgeroepen om de locatie van Jezus door te geven teneinde hem te arresteren, terwijl volgens de synoptici de hogepriesters zo bang waren voor een volksopstand dat ze hem juist stiekem uit de weg probeerden te ruimen zonder dat iemand het zou merken.
In de Johannes-epiloog zochten de hogepriesters naar een manier om Jezus en ook Lazarus te doden omdat vanwege Lazarus veel Joden in Jezus zouden zijn gaan geloven. De drie synoptische evangeliën melden überhaupt niets over Lazarus, laat staan dat hij door Jezus weer tot leven zou zijn gewekt, laat staan dat daardoor veel Joden in Jezus zouden zijn gaan geloven, laat staan dat de hogepriesters daarom plannen smeedden om ook Lazarus te doden. Johannes onthult ook dat Judas later Jezus zou gaan uitleveren (vers 12:4), maar impliceert in zijn epiloog niet dat dit incident de aanleiding ervoor was (zoals Marcus en Matteüs doen). Pas in vers 13:2 beweert Johannes dat de duivel Judas motiveerde om Jezus te uit te leveren, in tegenstelling tot de epilogen van Marcus en met name Matteüs, waarin Judas door een financiële beloning lijkt te worden gemotiveerd. Lucas 22:3–6 mengt beide motieven: Satan (de duivel) nam bezit van Judas en vervolgens nam hij het aanbod van geld voor de uitlevering van Jezus aan.

## Vergelijking
De zalving van Jezus in Bethanië (inclusief proloog en epiloog) wordt verteld in Matteüs 26:1–16, Marcus 14:1–11 en Johannes 11:55–12:11. De zalving van Jezus in Galilea wordt verhaald in Lucas 7:36–50; los van deze zalving, veel later in het Evangelie volgens Lucas wanneer Jezus en de discipelen in Jeruzalem zijn, wordt in Lucas 22:1–6 ongeveer hetzelfde vermeld als in de proloog en epiloog van Marcus en Matteüs. Onderstaande vergelijking is gemaakt op basis van de Nieuwe Bijbelvertaling (2004).
|         | Matteüs | Marcus | Lucas | Johannes |
| ------- | --- | --- | --- | --- |
| Proloog | Matteüs 26:1–5 - Twee dagen vóór Pesach zochten de hogepriesters en volksoudsten in Kajafas' paleis een manier om Jezus te laten executeren: 'Niet tijdens het feest, want dan komt het volk in opstand.' | Marcus 14:1–2 - Op de dag vóór de pesachlamslacht zochten de hogepriesters en schriftgeleerden een manier om Jezus te laten executeren: 'Niet tijdens het feest, want dan komt het volk in opstand.' | Lucas 22:1–2 - Kort vóór Pesach zochten de hogepriesters en schriftgeleerden een manier om Jezus uit de weg te ruimen, maar heimelijk omdat ze bang waren voor de reactie van het volk. | Johannes 11:55–57 - Kort vóór Pesach gaven de hogepriesters en farizeeën het volk opdracht om aan te geven waar Jezus was zodat ze hem konden arresteren. - Veel mensen in de Tempel zagen uit naar Jezus, maar vroegen zich af of hij nog zou komen. |
| Zalving | Matteüs 26:6–13 - Jezus was bij een feestmaal bij Simon de Melaatse in Bethanië. - Een vrouw goot dure olie over Jezus' hoofd uit. - Discipelen zeiden: 'Wat een verspilling! Beter hadden we dat verkocht en het geld aan de armen gegeven.' - Jezus: 'Laat haar met rust, ze heeft iets goeds gedaan want ik ben er straks niet meer en word begraven, terwijl de armen altijd bij jullie zijn.' | Marcus 14:3–9 - Jezus was bij een feestmaal bij Simon de Melaatse in Bethanië. - Een vrouw goot dure nardusolie over Jezus' hoofd uit. - Sommigen zeiden: 'Waar is deze verkwisting goed voor? Beter hadden we dat verkocht voor 300 denarie om aan de armen te geven.' - Jezus: 'Laat haar met rust, ze heeft iets goeds gedaan want ik ben er straks niet meer en word begraven, terwijl de armen altijd bij jullie zijn.' | Lucas 7:36–50 - Jezus werd uitgenodigd voor een feestmaal bij Simon de Farizeeër [in de buurt van Kafarnaüm en Naïn, 7:1,11]. - Daar kwam een in zonde levende vrouw, die Jezus' voeten nat huilde, met haar haar droogde, kuste en met olie inwreef. - Simon: 'Als Jezus een profeet was, zou hij weten dat de vrouw die hem aanraakt een zondares is.' - Jezus: 'Simon, er was eens een geldschieter aan wie een schuldenaar 500 denarie en een andere 50 schuldig was. Hij schold beide schulden kwijt; wie zal hem de meeste liefde betonen?' - Simon: 'Die van het grootste bedrag?' - Jezus: 'Juist. Ik ben jouw gast, maar je hebt me geen voetenwater gegeven. Deze vrouw heeft met tranen mijn voeten natgemaakt en met haar haar afgedroogd. Jij hebt me niet begroet met een kus, maar zij heeft mijn voeten gekust. Jij hebt mijn hoofd niet met olie ingewreven, maar zij mijn voeten met olie ingewreven. Daarom zijn haar zonden haar vergeven omdat ze veel liefde heeft betoond; maar wie weinig wordt vergeven, betoont ook weinig liefde.' - Jezus tegen vrouw: 'Uw zonden zijn u vergeven. Uw geloof heeft u gered, ga in vrede.' - Tafelgenoten dachten: 'Wie is hij, dat hij zelfs zonden vergeeft?' | Johannes 12:1–8 - Jezus ging 6 dagen vóór Pesach naar een feestmaal ter ere van hem bij Lazarus in Bethanië. - Maria van Bethanië zalfde Jezus' voeten met dure nardusolie en droogde ze af met haar haar. - Judas, die hem zou uitleveren: 'Waarom is die olie niet voor 300 denarie verkocht om het geld aan de armen te geven?' Judas bekommerde zich echter niet om de armen – hij beheerde de kas en stal eruit. - Jezus: 'Laat haar, ze doet dit voor de dag van mijn begrafenis; de armen zijn immers altijd bij jullie, maar ik niet.' |
| Epiloog | Matteüs 26:14–16 - Judas ging naar de hogepriesters: 'Hoeveel krijg ik als ik Jezus uitlever?' - Hogepriesters betaalden Judas 30 zilverstukken. - Judas zocht een geschikt uitlevermoment. | Marcus 14:10–11 - Judas ging naar de hogepriesters om Jezus uit te leveren. - De hogepriesters beloofden geld. - Judas zocht een geschikt uitlevermoment. | Lucas 22:3–6 - Satan nam bezit van Judas. - Judas ging naar hogepriesters en tempelwachters en besprak hoe hij Jezus aan hen zou uitleveren. - Hogepriesters en tempelwachters beloofden geld, Judas nam het aanbod aan. - Judas zocht een geschikt uitlevermoment zonder volksophef. | Johannes 12:9–11 - Intussen hadden de Joden gehoord dat Jezus in Bethanië was en gingen in groten getale erheen om hem en Lazarus te bewonderen. - De hogepriesters zochten naar een manier om Jezus en Lazarus te doden, want vanwege Lazarus waren veel Joden in Jezus gaan geloven. |

## Interpretatie

### Settings, personages en motieven

Volgens Lucas 7 zalfde een zondige vrouw Jezus in Naïn in Galilea. De andere drie evangeliën vertellen dat een vrouw Jezus zalfde in Bethanië in Judea; alleen Johannes noemt deze vrouw 'Maria'.

In de loop der eeuwen is er verwarring geweest onder christenen over de identiteit van de zalvende vrouw, die alleen in Johannes de naam Maria draagt en alleen in Lucas zondig wordt genoemd.
Johannes 11:1 vermeldt dat Maria met haar broer Lazarus en zus Marta in het dorp Bethanië in Judea woonde, daarom wordt ze tegenwoordig ook wel Maria van Bethanië genoemd. Er zijn echter veel christenen, met name in de katholieke traditie vanwege een preek van paus Gregorius I in 591, die haar hebben vereenzelvigd met Maria Magdalena, hoewel Magdalena betekent dat ze uit Magdala kwam, een dorp in Galilea. Derhalve is verondersteld dat Maria Magdalena een zondige vrouw was, terwijl alleen Lucas het heeft over een ongenaamde zondige vrouw die in de Galilese stad Naïn woonde, waarschijnlijk niet de Maria uit Magdala en al helemaal niet de Maria uit Bethanië, die in geen van de evangeliën zondig genoemd wordt. Sinds de 16e eeuw kwam er steeds meer kritiek op de katholieke verwarring van Maria Magdalena, Maria van Bethanië en de ongenaamde zondige vrouw, die, als ze hebben bestaan, naar alle waarschijnlijkheid drie verschillende vrouwen zijn geweest. In 1969 wijzigde de Rooms-Katholieke Kerk haar standpunt en sindsdien wordt Maria Magdalena niet meer als een zondares beschouwd, naar aanleiding van eerdere conclusies van wetenschappers en exegeten. Historicus Thierry Murcia stelde in zijn werk over Maria Magdalena voor om Johanna, de vrouw van Chusas, te identificeren met deze anonieme zondaar.
In alle evangeliën wordt het gedrag van de vrouw bekritiseerd en komt Jezus voor haar op, maar in Lucas om een afwijkende reden. Net als in Marcus en Matteüs heeft de zalvende vrouw in Lucas geen naam, maar in tegenstelling tot die evangeliën en Johannes vraagt zij Jezus om vergeving van haar eigen zonden en is zij niet Jezus aan het voorbereiden op zijn dood.:52–53, 69–70
In alle drie synoptische evangeliën heet de gastheer Simon; volgens Marcus en Matteüs had hij aan huidvraat geleden, volgens Lucas was hij een farizeeër. Omdat het waarschijnlijk twee verschillende personen betreft, worden zij in de Bijbelwetenschap ter onderscheid 'Simon de Melaatse' (Marcus en Matteüs) respectievelijk 'Simon de Farizeeër' (Lucas) genoemd. In het verwante verhaal van de Maria en Marta in het ongenaamde dorp in Galilea uit Lucas 10:38–42 neemt Marta de rol van gastvrouw op zich, terwijl haar zus Maria aan de voeten van Jezus naar hem zit te luisteren. In het narratief van Johannes 11–12 wordt Lazarus toegevoegd als de broer van Maria en Marta en bovendien de heer des huizes die Jezus heeft uitgenodigd om bij hen in Bethanië (in plaats van het Galilese dorp) op bezoek te komen; er is geen Simon te bekennen.
| Evangelie      | Locatie                   | Personage                | Wat deed zij?                                   | Broers/zussen              | Gastheer/vrouw       |
| -------------- | ------------------------- | ------------------------ | ----------------------------------------------- | -------------------------- | -------------------- |
| Marcus 14      | Bethanië, dorp in Judea   | ongenaamde vrouw         | zalfde Jezus' hoofd                             | geen broers/zussen vermeld | Simon de Melaatse    |
| Matteüs 26     | Bethanië, dorp in Judea   | ongenaamde vrouw         | zalfde Jezus' hoofd                             | geen broers/zussen vermeld | Simon de Melaatse    |
| Lucas 7        | Naïn, stad in Galilea     | ongenaamde zondige vrouw | huilde op, zalfde en haar-droogde Jezus' voeten | geen broers/zussen vermeld | Simon de Farizeeër   |
| Lucas 10       | ongenaamd dorp in Galilea | Maria                    | zat bij Jezus' voeten naar Jezus te luisteren   | Marta                      | Marta                |
| Johannes 11–12 | Bethanië, dorp in Judea   | Maria                    | zalfde en haar-droogde Jezus' voeten            | Marta en Lazarus           | Lazarus van Bethanië |

### Aard discussie
In het Lucasevangelie ging Simon de Farizeeër naar aanleiding van de daad van de zondige vrouw met Jezus in discussie over hoe de samenleving zondaars moest behandelen, maar in de andere drie evangeliën ging de discussie tussen Jezus en de andere gasten over wat men met de kostbare olie moest doen (en hield gastheer Simon de Melaatse dan wel Lazarus zich afzijdig).:52–53 Volgens Johannes had alleen Judas kritiek op de zalving, maar was het hem alleen maar te doen om het geld dat hij als penningmeester zou kunnen verdonkeremanen;:68–70 in Marcus en Matteüs vinden echte sommige aanwezigen respectievelijk alle discipelen dat de zalving geldverspilling was en lijken oprecht interesse te tonen in armenzorg.:52–53

### Hogepriesters en Judas
Opmerkelijk is het verschil tussen Marcus, die de vroegste versie van de ontmoeting tussen Judas en de hogepriesters schreef, en Matteüs, die bewust van Marcus' versie lijkt te hebben afgeweken. In Marcus ging Judas naar de hogepriesters met een aanbod om Jezus uit te leveren, waarop de hogepriesters hem een ongenoemd bedrag aan geld aanbieden; er wordt niet vermeld of Judas daarmee akkoord ging, laat staan dat hij om geld als beloning had gevraagd. Matteüs is daar echter zeer expliciet in: Judas ging naar de hogepriesters om te vragen hoeveel zij hem zouden betalen als hij Jezus zou uitleveren, waarop de hogepriesters hem onmiddellijk al 30 zilverstukken vooruitbetaalden. Wetenschappers hebben erop gewezen dat de bewoordingen van Matteüs sterk overeenkomen met een verhaal in Zacharia 11, waar in een andere context het optreden van Gods vertegenwoordiger ook wordt afgewezen door de religieuze leiders van Israël en ook 30 zilverstukken terug de Tempel in worden geworpen. De auteur van het Matteüsevangelie zal hiermee zeer waarschijnlijk hebben willen aantonen dat Jezus een oudtestamentische 'profetie' vervulde. Lucas sluit meer aan bij Marcus: de hogepriesters namen het initiatief voor een toekomstige niet-gespecificeerde financiële beloning in plaats van dat Judas erom vroeg en ook meteen een genoemd bedrag betaald werd. Wel vermeldt Lucas dat ook Judas wilde voorkomen dat het volk erachter zou komen dat hij Jezus zou uitleveren, iets wat de andere drie evangeliën niet noemen. Judas speelt geen rol in Johannes' proloog en epiloog van de Zalving van Jezus.

### Chronologie
De evangeliën volgens Marcus en Matteüs stemmen overeen inzake het tijdstip van de zalving: twee dagen vóór Pesach of de dag vóór de pesachlamslacht (de voorbereidingsdag van Pesach) zijn dezelfde dag. Aangezien het een feestmaal betrof dat naar joods gebruik waarschijnlijk na zonsondergang werd genuttigd (zoals Het Laatste Avondmaal de dag erna), was dit waarschijnlijk op de woensdagavond voorafgaand aan Pesach. Johannes beweert echter dat het feestmaal 6 dagen vóór Pesach plaatsvond, wat in zijn tijdrekening een zondagavond zou betekenen. Verreweg het meest afwijkend is opnieuw het Lucasevangelie, waar het feestmaal middenin Jezus' openbare optreden in Galilea plaatsvond, lange tijd (mogelijk maanden of zelfs jaren) voordat hij met zijn discipelen voorafgaand aan Pesach naar Jeruzalem ging.

## Compositionele verwantschap

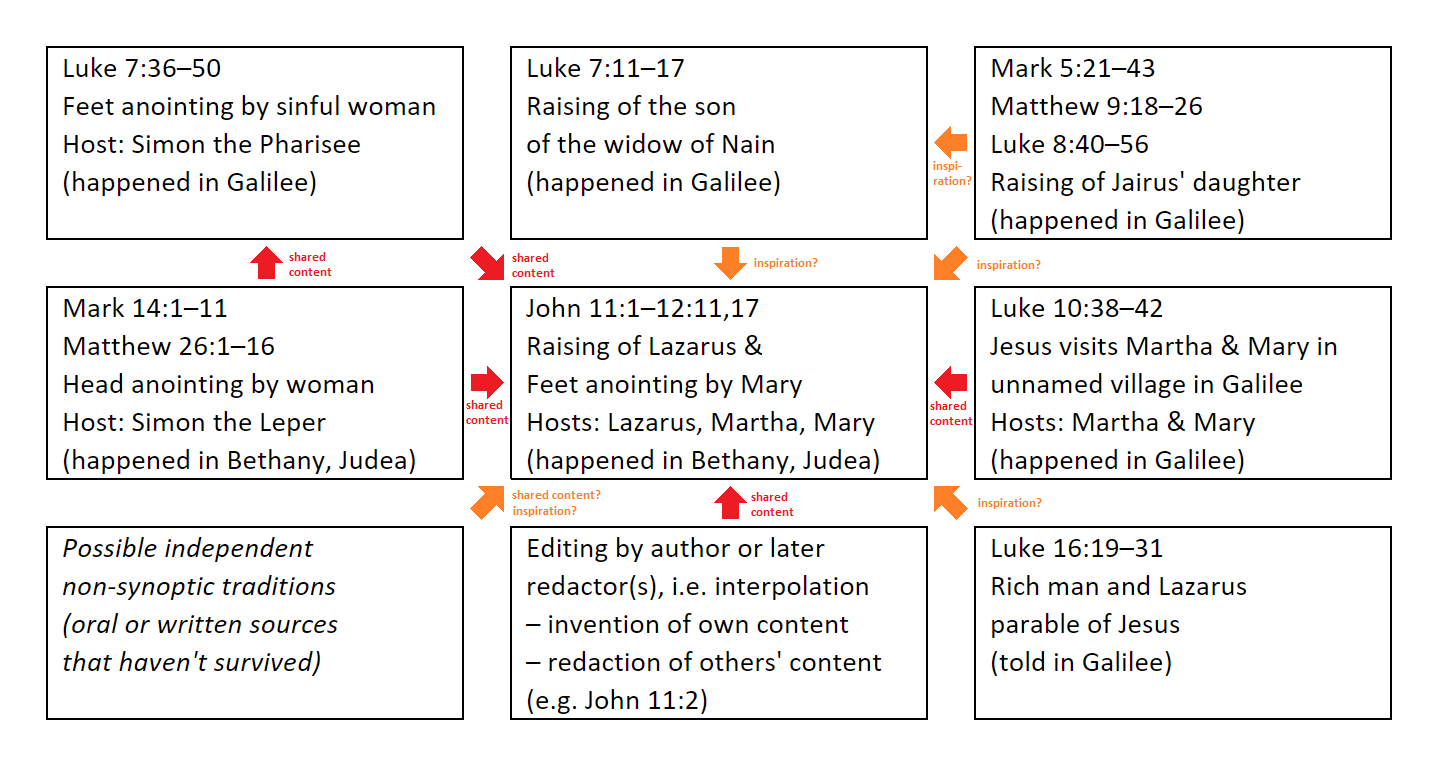
Nieuwtestamentici hebben getracht te verklaren hoe de verhalen over Lazarus, Maria, Marta en de Zalving van Jezus waarschijnlijk zijn ontwikkeld.

Wetenschappers hebben nog geen consensus bereikt over de precieze verwantschap tussen de vier verschillende versies van het verhaal, behalve dat Marcus de oudste versie schreef en Matteüs zijn versie sterk op die van Marcus heeft gebaseerd. Of Lucas en Johannes bewust de details van de Marcusversie hebben veranderd, of door elkaars versies zijn beïnvloed, of zich baseerden op andere mondelinge overleveringen, is niet bekend. Niettemin zijn er sterke aanwijzingen dat met name de auteur van Johannes bepaalde zaken expres anders heeft opgeschreven dan in de bronnen die hij tot zijn beschikking zal hebben gehad en het verhaal over de Zalving van Jezus bewust heeft vermengd met andere verhalen die er oorspronkelijk niets mee te maken hadden. Dit zijn de hoofdzalving van Jezus in Bethanië door de ongenaamde vrouw (Marcus 14, Matteüs 26), de voetzalving en haardroging van Jezus in Galilea door de zondige vrouw (Lucas 7; waarschijnlijk is deze versie afgeleid van Marcus), het bezoek van Jezus aan Marta en Maria in het niet met name genoemde Galilese dorp (Lucas 10), Jezus' gelijkenis van de rijke man en Lazarus (Lucas 16) en mogelijk andere verhalen waarin Jezus mensen uit de dood opwekte (de dochter van Jaïrus volgens Marcus 5, Matteüs 9 en Lucas 8 en de weduwezoon in Naïn volgens Lucas 7).
Wetenschappers richten zich met name op de betekenis van Johannes 11:2, die door veel vertalingen tussen haakjes worden geplaatst. Zij benadrukken dit vers als bewijs dat de auteur, nog voordat hij het verhaal over de zalving gaat vertellen in Johannes 12, al aan de lezer – die kennelijk het verhaal over de zalving al eens heeft gehoord – duidelijk wil maken dat de naam van de zalvende vrouw Maria was en dat zij de zus was van Lazarus. Bovendien verwijst Johannes 11:1 naar Betanië, het dorp waar Maria en haar zuster Marta woonden. Hier moet de auteur hebben aangenomen dat de lezer al bekend was met een dorp waar Maria en Marta woonden, terwijl die in het Evangelie van Johannes nog nergens eerder zijn geïntroduceerd, maar bijvoorbeeld wél in Lucas 10:38–42. Esler en Piper (2006) betoogden dat Johannes 11:2 wijst op een 'roekeloze poging van de evangelist om het collectieve geheugen van de Christusbeweging te corrigeren.' Dat deed hij door een aantal reeds bestaande, niet-verwante tradities (die in de andere evangeliën op verschillende plaatsen waren opgeschreven), met elkaar te kruisen, om hiermee Lazarus, Marta en vooral Maria van Betanië als prototypes voor de identiteit van de Christusbeweging te ontwikkelen.